# 市原市立国分寺台中学校
市原市立国分寺台中学校（いちはらしりつ こくぶんじだいちゅうがっこう）は、千葉県市原市南国分寺台にある公立中学校。文部科学省学校コードはC112210002226、旧学校調査番号は123916で、教育開発出版所属中学校コードは120345。通称は国中（こくちゅう）。

## 概要
市原市の五井地区（国分寺台地区）に位置する。国分寺台の造成による人口増加に伴って1983年に開校した新設校である。

## 沿革

### 概歴
国分寺台の造成に伴い顕著な人口増加と生徒数増加が見られたことから、1983年（昭和58年）4月に市原市立市原中学校から分離する形で市原市立国分寺台中学校として開校した。同年には同様に団地開発等による人口増加から市原市立姉崎東中学校と市原市立双葉中学校が開校している。その後、生徒数の増加により教室数不足が見込まれたことから、1988年（昭和63年）に市原市立国分寺台西中学校を分離している。2023年度で開校40周年を迎える。

### 年表
- 1983年（昭和58年）4月1日 - 市原市立国分寺台中学校開校[5]。
- 1988年（昭和63年）4月1日 - 市原市立国分寺台西中学校開校（2・3年生の計8学級を本校から分離）[5]。

## 校則

### 校章
「国中」の文字が中央にはいる。

### 制服
1983年の開校当初から変わらず以下の通りである。
1. 冬服
  - 男子：詰襟学生服（学ラン）
  - 女子：カフスとセーラーカラーに赤い3本ライン・胸当てに赤く「国中」の文字が入った紺色の長袖セーラー服に赤いスカーフ、ジャンパースカート[注釈 1]。
2. 夏服
  - 男子：白いYシャツ、黒いスラックス。
  - 女子：袖とセーラーカラーに赤い3本ライン・胸当てに赤く「国中」の文字が入った白色の半袖セーラー服に赤いスカーフ、ジャンパースカート[注釈 1]。

### 制定ジャージ
- 上下共に明るい青色[3]

### 制定体操服
- 上は白色にジャージ同色の2本ラインが襟を中心に入る[3]。
- 下はジャージ同色のハーフパンツ[3]。

### その他
- 距離によっては自転車通学可能[4]。

## 施設

### 敷地
本校の敷地の詳細は以下の通りである。
- 所在地：〒290-0075　千葉県市原市南国分寺台2丁目1番地
- 所有者：市原市
- 敷地面積：30,013m2
- 取得価格：982,130,000円
- 用途地域：第一種低層住居専用地域
- 指定建蔽率：50%
- 指定容積率：100%

### 建物
敷地内の建物は以下の通りである。
| 棟番号 | 棟名称         | 建物用途       | 財産 区分 | 構造 | 階数    | 延床面積   | 建築年 | 耐震情報 |
| ------ | -------------- | -------------- | --------- | ---- | ------- | ---------- | ------ | -------- |
| 001    | 校舎-1         | 校舎・園舎     | 公共用    | RC造 | 地上3階 | 2,883.00m2 | 1983年 | 新耐震   |
| 002    | 校舎-2         | 校舎・園舎     | 公共用    | RC造 | 地上3階 | 1,743.00m2 | 1983年 | 新耐震   |
| 003    | 体育館         | 体育館         | 公共用    | RC造 | 地上1階 | 1,013.00m2 | 1983年 | 新耐震   |
| 004    | 体育館         | 体育館         | 公共用    | RC造 | 地上1階 | 671.00m2   | 1989年 | 新耐震   |
| 005    | 倉庫・物置     | 倉庫・物置     | 公共用    | 木造 | 地上1階 | 83.00m2    | 1983年 | -        |
| 006    | 脱衣室・更衣室 | 脱衣室・更衣室 | 公共用    | 木造 | 地上1階 | 62.00m2    | 1983年 | -        |
| 007    | 脱衣室・更衣室 | 脱衣室・更衣室 | 公共用    | 木造 | 地上1階 | 62.00m2    | 1988年 | -        |
| 008    | 倉庫・物置     | 倉庫・物置     | 公共用    | S造  | 地上1階 | 28.00m2    | 1996年 | -        |
| 009    | 倉庫・物置     | 倉庫・物置     | 公共用    | S造  | 地上1階 | 28.00m2    | 1995年 | -        |
| 010    | 倉庫・物置     | 倉庫・物置     | 公共用    | 木造 | 地上1階 | 26.00m2    | 1983年 | -        |

### その他
- テニスコート
- プール

## 諸活動

### 部活動

#### 現存
現存する部活動とその実績は以下の通りである。
- 野球部：市総体3位（2022年）
- サッカー部：鏡石Jrユースサッカーフェスティバル優勝
- 男子ソフトテニス部：県総体個人5位→関東大会出場（2022年）
- 女子ソフトテニス部：飛燕杯争奪中学校ソフトテニス大会優勝（2017年）
- 男子バスケットボール部
- 女子バスケットボール部
- バレー部
- 卓球部：シングルス県大会出場（2022年）
- 剣道部
- 吹奏楽部：第18回東日本学校吹奏楽大会ゴールド金賞（2019年）

## 生徒数・学級数
2017年（平成29年）5月1日現在の生徒総数は379名、教職員数は36名。

## 年間行事
年間行事の一覧は以下の通りである。
- 4月：入学式
- 5月：体育祭（学校）
- 10月：国中祭（市原市市民会館）、国中ハロウィーン（学校）
- 3月：三送会（学校）

## 通学区域
通学区域は以下の通りである。
- 国分寺台中央1丁目の一部
- 東国分寺台1 - 4丁目の全域
- 南国分寺台1 - 5丁目の全域
- 諏訪1 - 2丁目の全域
- 村上の一部
- 惣社
  - 住居表示施行区域
    - 1丁目、4 - 5丁目の全域
    - 2丁目と3丁目のそれぞれの一部

  - 住居表示未施行区域の一部
- 西広
  - 住居表示施行区域
    - 1 - 5丁目の全域
    - 6丁目の一部

  - 住居表示未施行区域の全域

## 進学前小学校
- 市原市立国分寺台小学校
- 市原市立国分寺台東小学校

## 近隣の学校
- 市原市立国分寺台小学校

## 通学区域内施設
- 市原市市民会館

## 出身有名人
- 桐谷美玲（女優、モデル、タレント）